# Социализованный язык
Социализованный язык — искусственный язык, получивший применение в общении людей в рамках общества («социальное применение в коммуникации» по Сергею Кузнецову). Международные искусственные социализованные языки называются плановыми.
К социализованным языкам можно отнести эсперанто, идо, интерлингву, а в последнее время[когда?] также межславянский и токипону. В конце XIX века в качестве средства общения использовался (т. е. был социализован) волапюк.
Большинство лингвопроектов не находит социальной реализации и не становится плановыми языками.